# Al Jazeera Sports +3
Al Jazeera Sports +3 – kanał sportowy nadający z Kataru. Jest to pierwsza stacja sportowa Al-Dżaziry, nadająca komentarz w języku angielskim. Stacja została pierwotnie uruchomiona dla Euro 2008, jednak nadaje także wiele meczów Primera División oraz Serie A.
Warto zwrócić uwagę, że wszystkie stacje sportowe Al-Dżaziry mają angielski komentarz dostępny na drugiej ścieżce dźwiękowej dla większości europejskich meczów, ale kanał +3 ma także dyskusje w studiu po angielsku.